# Франц Лудвиг фон Хатцфелд
Франц Лудвиг Клеменс Максимилиан Йохан Непомук фон Хатцфелд (на немски: Franz Ludwig Clemens Maximilian Johann Nepomuk von Hatzfeld; * 23 ноември 1756 в Бон; † 3 февруари 1827 във Виена) е 1. княз на на Хатцфелд в Хесен, херцог на Трахенберг 1803 г. Той първо е генерал-лейтенант на Курфюрство Майнц и след това пруски генерал-лейтенант и дипломат.
Той е третият син на граф Карл Фердинанд фон Хатцфелд (1712 – 1766) и втората му съпруга фрйин Мария Анна Елизабет фон Фенинген (1719 – 1794), дъщеря на фрайхер Карл Фердинанд фон Фенинген и графиня Елизабет Клаудия Райх фон Райхенщайн. Фелдмаршал Мелхиор фон Хатцфелд (1593 – 1658) получава през 1641 г. господството Трахенберг, днес Żmigród в Силезия, което остава във фамилията Хатцфелд до 1945 г.
Франц Лудвиг фон Хатцфелд започва на 13 години военна кариера. През 1769 г. става офицер и след три години камерхер в Курфюрство Кьолн и напуска през 1779 г.
По това време неговата полусестра София фон Хатцфелд-Вилденберг, графиня фон Куденхове (1747 – 1825), спечелва далечния си чичо курфюрста на Майнц Фридрих Карл Йозеф фон Ертал, който дава най-висши постове на предложените от нея персони. През 1782 г. той вече полковник и преди 30 гишният си рожден ден става генерал-майор, курфюрстски камерхер, таен съветник и комадир.
На 13 юли 1790 г. той е повишен на генерал-лейтенант. През декември 1795 г. той получава почетната титла пруски генерал-лейтенант през 1802 г. На 10 август 1803 г. той е издигнат на пруски княз. На 7 март 1812 г. крал Фридрих Вилхелм III го прави рицар на „Ордена на Черния орел“. От август 1816 г. той е пруски пратеник в двора на Нидерландия в Хага. През юни/юли 1821 г. той е пратеник за пранзествата за коронясването на Джордж IV в Лондон. На 5 май 1822 г. той е пруски пратеник във императорския двор във Виена, където умира на 3 февруари 1827 г.
Наследен е като княз от големия му син (Фридрих) Херман Антон фон Хатцфелд (1808 – 1874).

## Фамилия
Франц Лудвиг фон Хатцфелд се жени на 1 декември 1799 г. в Берлин за графиня Мария Фридерика Каролина фон дер Шуленбург цу Кенерт (* 6 май 1779, Кенерт; † 21 декември 1832, Берлин), дъщеря на държавния министър генерал граф Фридрих Вилхелм фон дер Шуленбург-Кенерт/VII (1742 – 1815) и Хелена София фон Арнщед (1755 – 1802). Te имат осем деца:
- Луиза (* 21 ноември 1800; † януари 1835), омъжена на 4 октомври 1828 г. за фрайхер Лудвиг Рот фон Шрекенщайн (* 16 ноември 1789, Имендинген, Баден; † 30 май 1858, Мюнстер, Вестфалия), генерал, военен министър
- Вилхелмина Хелена София Франциска (* 8 декември 1801, Берлин; † 1 април 1838, Алнер), наследничка на Алнер, омъжена на 1 юли 1827 г. в Дюселдорф за фрайхер Максимилиан фон Лое (* 15 януари 1801, Висен; † 5 май 1850, Ганд (Гент), Белгия)
- София Вилхелмина Мариана (1803 – 1804)
- София Йозефина Ернестина Фридерика Вилхелмина (* 10 август 1805; † 25 януари 1881), омъжен на 10 август 1822 г. (развод 1851) за граф Едмунд фон Хатцфелд-Вилденбург (* 28 декември 1798, Кинцвайлер; † 14 януари 1874, Дюселдорф), връзка с Фердинанд Ласал (1825 – 1864)
- Клара Луиза Августа (* 8 март 1807; † 14 януари 1858), омъжена на 8 май 1829 г. в Берлин за пруския генерал Август Лудвиг фон Ностиц (* 27 декември 1777, Цесел, окр. Оелс; † 28 май 1866, имението Цобтен при Льовенберг, Силезия)
- Фридрих Херман Антон (* 2 октомври 1808, Берлин; † 20 юли 1874, Трахенберг), 2. княз на Хатцфелд, херцог на Трахенберг, женен I. в Трахенберг на 11 юни 1831 г. (развод 1846) за графиня Матилда фон Райхенбах-Гошюц (* 15 февруари 1799, Гошюц; † 10 април 1858, Прага), II. във Вроцлав (Бреслау) на 6 април 1847 г. за Мария фон Нимпч (* 13 април 1820, Францдорф; † 25 януари 1897); има общо 5 деца
- Хермина Максимилиана (* 10 октомври 1809; † 24 февруари 1889), омежема ма 20 януари 1829 г. за фрайхер Енгелберт фон Ландсберг-Фелен, господар на Дренщайнфурт и Ландсберг ан дер Рур (* 10 март 1796; † 24 февруари 1878)
- Максимилиан (* 7 юни 1813, Берлин; † 19 януари 1859, Берлин), женен на 20 юни 1844 г. в Париж за графиня Паулина де Кастелане (* 6 юли 1823, Париж; † 9 март 1895, Париж), имат 6 деца